# Laia Aubert Torrents
Laia Aubert Torrents (* 10. Mai 1986 in Sant Quirze de Besora) ist eine ehemalige spanische Skilangläuferin.

## Werdegang
Aubert Torrents nahm von 2002 bis 2006 vorwiegend am Continental-Cup teil, wo sie Platzierungen im Mittelfeld belegte. Beim Europäischen Olympischen Winter-Jugendfestival 2003 in Pokljuka errang sie den 56. Platz über 5 km klassisch und den 24. Platz über 7,5 km Freistil. Im folgenden Jahr lief sie bei den Junioren-Skiweltmeisterschaften 2004 in Stryn auf den 57. Platz im Sprint, auf den 53. Rang über 5 km Freistil und auf den 51. Platz im 15-km-Massenstartrennen. In der Saison 2004/05 kam sie bei der Winter-Universiade 2005 in Seefeld in Tirol auf den 45. Platz im 15-km-Massenstartrennen sowie auf den 14. Rang mit der Staffel und bei den Junioren-Skiweltmeisterschaften 2005 in Rovaniemi auf den 31. Platz über 5 km Freistil sowie auf den 20. Rang im Skiathlon. In ihrer letzten aktiven Saison 2005/06 belege sie bei den Junioren-Skiweltmeisterschaften 2006 in Kranj den 41. Platz im Sprint, den 34. Rang über 5 km klassisch sowie den 21. Platz im Skiathlon und beim Saisonhöhepunkt, den Olympischen Winterspielen 2006 in Turin, den 64. Platz über 10 km klassisch sowie den 61. Rang im Skiathlon. Zudem wurde sie im Jahr 2006 spanische Meisterin über 5 km und in der Verfolgung.